# Haut-Ogooué
Haut-Ogooué is een van de negen provincies van Gabon. De provincie heeft een oppervlakte van 36.547 km² en heeft 143.715 inwoners (2005). De hoofdstad is Franceville.

## Departementen
Haut-Ogooué is onderverdeeld in acht departementen (hoofdplaatsen tussen haakjes):
- Djoué (Onga)
- Djououri-Aguilli (Bongouill)
- Lekoni-Lekori (Akieni)
- Lekoko (Bakoumba)
- Lemboumbi-Leyou (Moanda)
- Mpassa (Franceville)
- Plateaux (Leconi)
- Sebe-Brikolo (Okondja)

Estuaire · Haut-Ogooué · Moyen-Ogooué · Ngounié · Nyanga · Ogooué-Ivindo · Ogooué-Lolo · Ogooué-Maritime · Woleu-Ntem